# 2012 VP113
A 2012 VP113 (más írásmóddal: 2012 VP113) egy levált Neptunuszon túli objektum. Felfedezését 2014. március 26-án jelentették be. Abszolút fényessége 4,1,
ami azt valószínűsíti, hogy törpebolygóról van szó. Átmérője nagyjából 450 km, ami fele a Sedna átmérőjének.
2014 márciusában napközelben volt, 83 CsE távolságra a Naptól, megfigyelése ezért volt lehetséges. Valószínűleg a feltételezett belső Oort-felhő tagja.

Elsőként 2012. november 5-én figyelték meg
a National Optical Astronomy Observatory 4 méter átmérőjű távcsövével.
Érdekességét egyrészt az adja, hogy a pályája elemzéséből a kutatók a Naprendszerben egy eddig ismeretlen, nagy méretű bolygó létezését feltételezik, másrészt további, a becslések szerint 900 db, akár 1000 km átmérőjű, hasonló törpebolygó létezését valószínűsítik.